# XIII століття до н. е.
13 століття до н. е. — період від 1300 до 1201 років.

## Події
- 1300 до н. е. — Культура Цвинтарів Х (Cemetery H culture) закінчується.
- 1292 до н. е. — Кінець вісімнадцятої династії Єгипту, початок дев'ятнадцятої династії.
- 1282 до н. е. — Пандіон II, легендарний цар Афін, помирає після номінального 25-річного правління. Згідно з відомостями він правив тільки в Мегарі, у той час як Афіни та решта Аттики були під контролем альянсу старійшин на чолі з його дядьком Метіоном (сином Ерехтеуса з Афін) та його синами. Чотири його сини очолили успішну військову кампанію щоб повернути трон. Егей стає афінським царем, Нісос править у Мегарі, Лікос у Еобеї, а Паллас у південній Аттиці.
- 31 травня 1279 до н. е. — Рамсес II стає на чолі Стародавнього Єгипту.
- 1278 до н. е. — Сеті I помирає. Через рік короновано його сина, Рамсеса II.
- 1274 до н. е. — єгиптяни зазнають поразки від хеттів у Битві при Кадеші в Сирії.
- 1269 до н. е. — Рамсес II, єгипетський цар, та Хаттусіліс III, цар хеттів, підписують перший в історії мирний договір.
- 7 вересня 1251 до н. е. — Сонячне затемнення, що може вказувати на дату народження Геракла з Фів, Греція.
- 1252 до н. е. — Війна за Сідон - воєнний конфлікт фінікійців проти філістимлян. Можлива дата знищення Сидону.
- 1250 до н. е. — Цар Ву Дінг з династії Шанг до 1192 до н.е.
- 1250 до н. е. — Ассирійці поділяють коло на 360 градусів. Ассирійська армія застосовує залізні мечі, списи та обладунки.
- 1250 до н. е. — Збудовано "Ворота Львів" у Мікенах (подібно до архітектури хеттів).
- 1250 до н. е. — Еламіти будують зикурат в Чога Замбіл, найбільший за всі часи.
- 1237 до н. е. — Хеттський цар Хаттусілі III помирає. Трон вспадковує Тудалія IV, що збудував палац на акрополісі у столиці Хаттусі.
- прибл. 1230 до н. е. — Егей, легендарний афінський цар, отримує неправдиву звістку про смерть його спадкоємця Тесея, що є його сином від Етри з Трозена. Тесей був надісланий до свого володаря Міноса з Криту як жертвоприношення Мінотавру. Медей - єдиний нащадок Егея після Тесея, був засланий до Азії і стає родональником мідійців. Егей вирішив, що залишився без нащадків і покінив життя самогубством після 48 років правління. Трон вспадковує Тесей, який насправді живий. Егейське море назване на честь Егея.
- 1224 до н. е. — Ассирійський цар Тікульті-Нінутра I (1243-1207рр. до н.е.) атакує Вавилонію і захоплює трон. Згодом касити скидають його, однак іригаційна система пошкоджена внаслідок конфлікту. (інша дата 1225р. до н.е.)
- 1213 до н. е. — Зкинуто Тесея, легендарного афінського царя, а його наступником стає Менестей, правнук Ерехтея і другий племінник батька Тесея, Егея. Менестею допомагають Кастор і Полідевк зі Спарти, які прагнуть звільнити свою сестру Єлену від її першого чоловіка Тесея. Останній шукає притулку у Скіросі, де править цар Лікомед, старий приятель і союзник. Лікомед, однак, вважає свого гостя загрозою для трону і вбиває його (інші джерела датують ці події десятком років пізніше, у 1200их рока до н.е.).
- 1212 до н. е. — Смерть єгипетського фараона Рамсеса Великого.
- 1210 до н. е. — Фараон Мернептах завдає поразки лівійцям і зупиняє їх наступ.
- 1208 до н. е. — Ассирійський цар Тікільту-Нінутра I вбитий своїм сином (1207 до н.е згідно з іншими даними).
- 1207 до н. е. — Фараон Мернептах сповіщає про перемогою над людьми Ізраїлю.
- 1204 до н. е. — Зкинуто Тесея, легендарного афінського царя, а його наступником стає Менестей, правнук Ерехтея і другий племінник батька Тесея, Егея. Менестею допомагають Кастор і Полідевк зі Спарти, які прагнуть звільнити свою сестру Єлену від її першого чоловіка Тесея. Останній шукає притулку у Скіросі, де править цар Лікомед, старий приятель і союзник. Лікомед, однак, вважає свого гостя загрозою для трону і вбиває його (інші джерела датують ці події десятком років раніше, у 1210их рока до н.е.).
- 1200 до н. е. — Стродавня цивілізація Пуебло у Північній Америці. (приблизна дата)
- 1200 до н. е. — Коллапс влади хеттів у Анатолії пов'язаний зі знищенням їх столиці Хаттуси.
- 1200 до н. е. — Міграція та експансія греків-дорійців. Знищення мікенського міста Пілос.
- 1200 до н. е. — Протоскіфська Зрубна культура поширюється з низів'я Волги, щоб зайняти все Причорномор'я.
- 1200 до н. е. — Тір посідає чільне місце серед фінікійських міст.